# Pangalliformes
De Pangalliformes zijn een groep vogels behorend tot de Galloanserae.
In 2004 benoemde Julia Clarke de klade Pangalliformes. De naam werd gemaakt door aan de Galliformes het Griekse pan toe te voegen, een door de PhyloCode geadviseerde methode om de naam van een stem clade te vormen, een groep die gedefinieerd is als het geheel van een soort en alle soorten nauwer verwant aan die soort dan aan een andere soort. In dit geval was de definitie van de Pangalliformes: alle taxa die nauwer verwant zijn aan de kip Phasianus gallus Linnaeus, 1758 dan aan Anas anser Linnaeus, 1758. Dit komt neer op alle soorten die nauwer verwant zijn aan de kip, meestal Gallus gallus domesticus genoemd, dan aan de eendvogels.
Een basale pangalliform, die nog uit het Krijt stamt, is Austinornis.